# Umspurung (Eisenbahnfahrzeug)

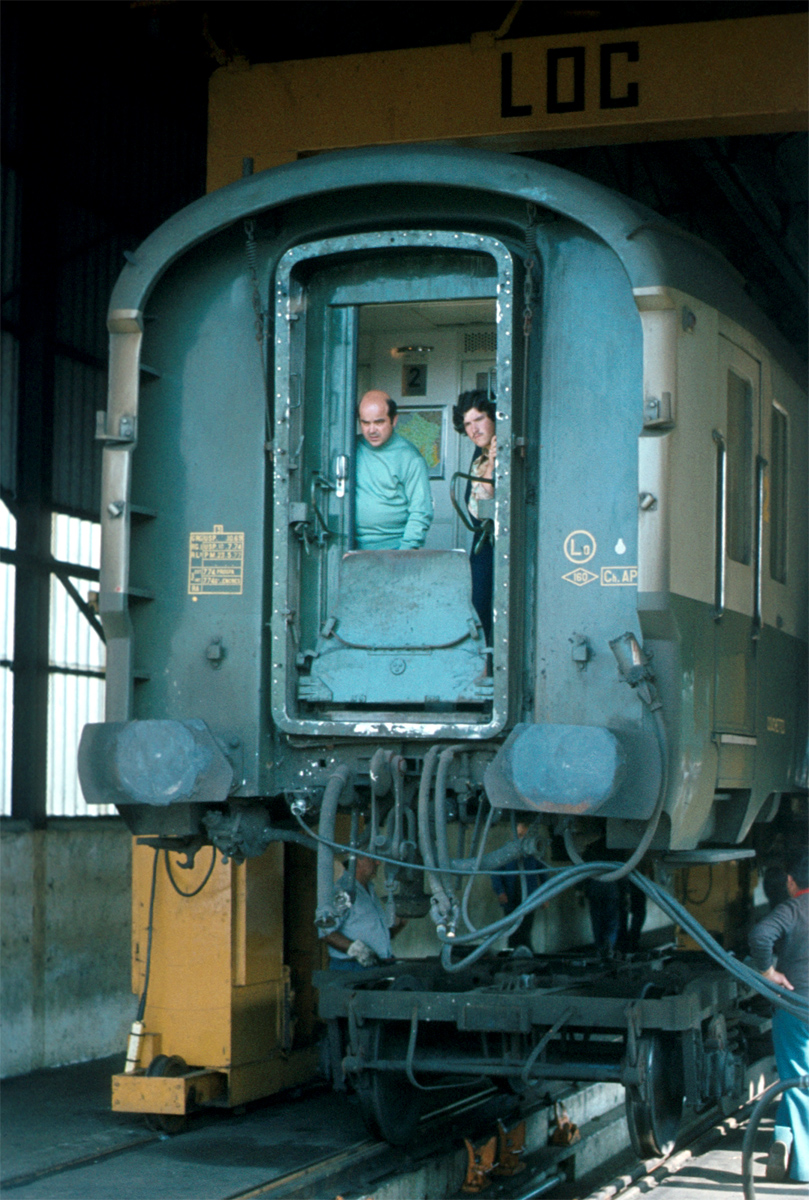
Umspurung in Hendaye an der spanisch-französischen Grenze: Die Wagenkästen sind angehoben, die neuen Drehgestelle werden ausgerichtet

Mit Umspurung eines Eisenbahnfahrzeuges wird der technische Vorgang bezeichnet, mit dem der Wechsel eines Fahrzeugs in ein anderes Eisenbahnnetz mit einer anderen Spurweite ermöglicht wird. Umgespurt werden vor allem Personen- und Güterwagen, sodass das Umsteigen bzw. das Umladen entfällt. Die Umspurung erfolgt entweder durch den Tausch des Laufwerkes (Umachsung) oder durch Veränderung am Laufwerk, während dieses am Fahrzeug verbleibt. Meistens werden während des Vorgangs auch noch andere Vorkehrungen für den Einsatz im neuen Eisenbahnnetz getroffen. Zu unterscheiden ist die Umspurung im laufenden Betrieb von der Umrüstung für den längerfristigen Einsatz eines Fahrzeuges auf einer anderen Spurweite.
In Europa wird hauptsächlich an der Grenze zwischen Frankreich und Spanien und innerhalb Spaniens zwischen Normalspur und iberischer Breitspur sowie an den Grenzen osteuropäischer Länder, deren Bahnen nach russischen Normalien gebaut sind, zwischen Normal- und russischer Breitspur umgespurt. In der Schweiz ist seit 2022 eine Anlage für das Umspuren zwischen Normal- und Meterspur in Betrieb.

## Geschichte

### System Breidsprecher
Wahrscheinlich ab 1907 wurden Eisenbahnfahrzeuge an den Systemgrenzen zwischen den auf Normalspur fahrenden Preußischen Staatseisenbahnen und den auf Breitspur verkehrenden Russischen Staatsbahnen umgespurt. Die dafür vorgesehenen Grenzbahnhöfe waren Grajewo, Illowo und Sosnovice. 1907 hatte entsprechender Testbetrieb in Illowo schon stattgefunden. 1912 werden als Grenzbahnhöfe mit entsprechendem Verkehr die Bahnhöfe von Prostken (Prostki) und Grajewo angegeben.
Anlagen gab es auch zwischen den ungarischen und den russischen Eisenbahnen. Als Grenzbahnhöfe dafür werden angegeben: Skowozklawa, Sosnowice und Nowoselyzja. Weiter wurde das Verfahren zwischen der Compagnie des chemins de fer du Midi und Spanien im Bahnhof Hendaye verwendet.
Bei dem dabei verwendeten System Breidsprecher wurde das Fahrzeug während des Tauschs von zwei auf parallel verlaufenden Gleisen fahrenden Wagen getragen, die abzugebenden Achsen rollten in eine Grube unter dem Fahrzeug und die neuen Achsen standen am anderen Ende der Grube bereit, auf die das Fahrzeug aufgesetzt wurde. Das ging nur mit besonders dafür eingerichteten Fahrzeugen. Bis zu fünf Wagen konnten nacheinander in einem Durchgang umgesetzt werden. Der Vorgang dauerte nur fünf bis sechs Minuten. Das war im Vergleich zum manuellen Umladen der Güter eine enorme Ersparnis an Zeit und Arbeitskräften. Das Verfahren wurde nur im Güterverkehr angewandt.
Im Verkehrs- und Baumuseum in Berlin gab es das Modell einer solchen Umsetzeinrichtung nach dem System Breidsprecher.

### Weitere Entwicklung
Nach dem Ersten Weltkrieg war ab 1926 Güterverkehr mit umspurbaren, durchlaufenden Wagen zwischen den Bahnen in russischer Breitspur und den normalspurigen Bahnen in Mittel- und Westeuropa erneut möglich.

## Technik

### Umspuranlagen
Eine Umspuranlage ist eine ortsfeste Anlage, mit der die Spurweite von Schienenfahrzeugen geändert werden kann.
- In herkömmlichen Umspuranlagen werden die Radsätze oder Drehgestelle der Fahrzeuge ausgetauscht.
- In neueren Umspuranlagen entfällt der zeitraubende Austausch der Drehgestelle. In ihnen wird in speziellen Drehgestellen der Abstand zwischen den Radscheiben an die zu befahrende Spurweite angepasst. Diese Drehgestelle sind mit besonderen Radsätzen oder Einzelradlaufwerken ausgerüstet. Zu Anfang konnte diese Technik nur für Fahrzeuge mit nicht angetriebenen Achsen verwendet werden, seit dem Jahr 2000 ist sie auch für Triebfahrzeuge verfügbar.

#### Austausch der Drehgestelle
Nach dem herkömmlichen Verfahren werden die Drehgestelle von den Wagenkasten gelöst und letztere mit Hebeböcken ungefähr auf 1,5 m angehoben. Mit einer Seilrangieranlage werden die Drehgestelle der alten Spurweite unter den Fahrzeugen weggezogen und diejenigen für die neue Spurweite unter die Wagen gezogen. Die Drehgestelle werden bei diesem Vorgang mit über die Rahmen gelegten Klammern miteinander verbunden, so dass der Tausch der Drehgestelle in einem Arbeitsgang der Seilrangieranlage erledigt werden kann. Nachdem die neuen Drehgestelle unter den Wagen positioniert sind, werden die Wagenkasten wieder abgesenkt und die Drehgestelle mit dem Wagenkasten verbunden.

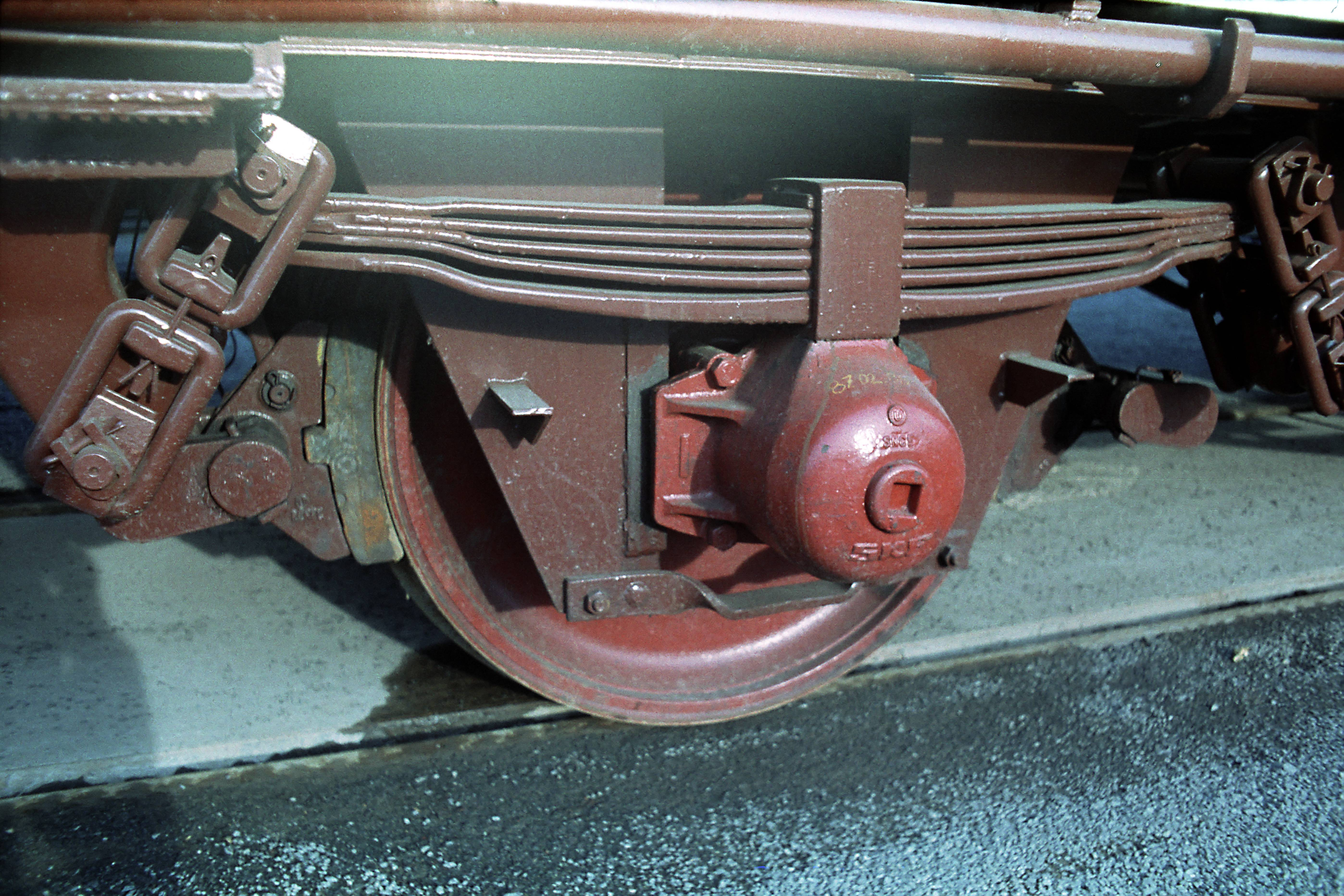
Achshalter eines umspurbaren Güterwagens, beim Anheben legt sich die Tragfeder auf die angeschweißten Winkel an den Achshaltern

Bei Güterwagen können Drehgestelle oder Radsätze gewechselt werden. Beim Wechsel der Radsätze müssen auch die Bremssohlen entsprechend umgestellt werden. Das Verfahren wird an der spanisch-französischen Grenze auch bei Drehgestellwagen angewendet. Für den Wechselverkehr mit Spanien und Portugal zugelassene Wagen haben dafür verstellbare Bremsdreiecke und einen deutlich größeren Abstand zwischen den Rahmenwangen. Der Radsatzwechsel erfordert jedoch besondere Fördereinrichtungen für den An- und Abtransport.
An der westlichen Grenze des russischen Breitspurnetzes werden zusätzlich bei Reisezugwagen auch die Kupplungen ausgetauscht. Russische Güterwagen, die wegen der Bauart des Bodenrahmens nicht mit Seitenpuffern ausgerüstet werden können, werden im Normalspurnetz mit Kuppelwagen befördert.
Umspuranlagen sind als Witterungsschutz für die Mitarbeiter meist in einer Halle untergebracht. Beim Übergang zwischen dem westeuropäischen Normalspurnetz und der russischen Breitspur verfügt das Mischspurgleis, auf dem der Drehgestellwechsel vorgenommen wird, über zusätzliche Schienen auf der Innenseite, die die Normalspurradsätze an den Rückflächen führen. An den spanisch-französischen Übergängen ist wegen des größeren Unterschiedes zur iberischen Breitspur ein einfaches Vierschienengleis möglich.

Umspuranlage im Bahnhof Brest (Belarus) an der polnischen Grenze
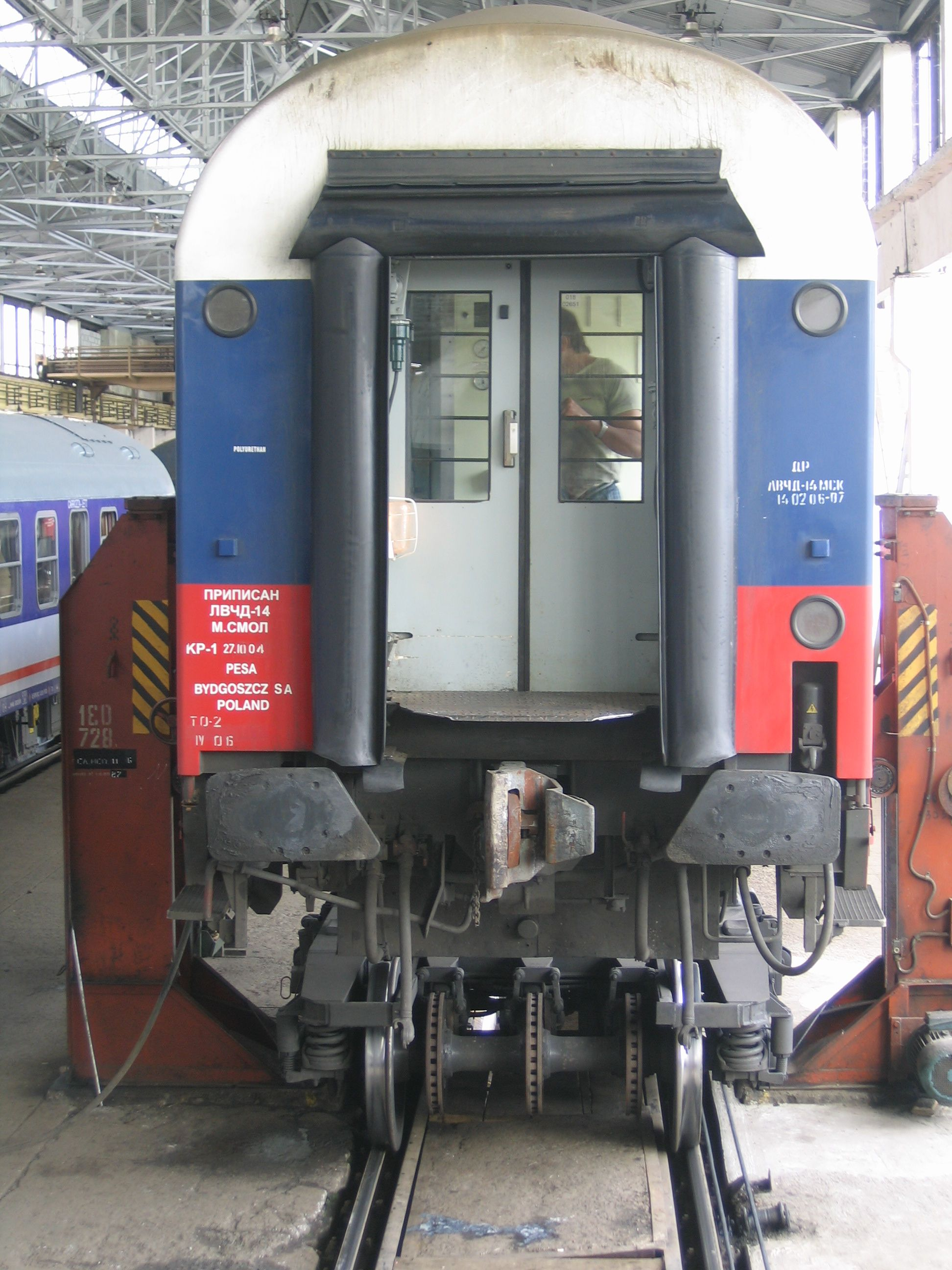
Mit seitlichen  Hebeböcken (rot) angehobener Wagenkasten
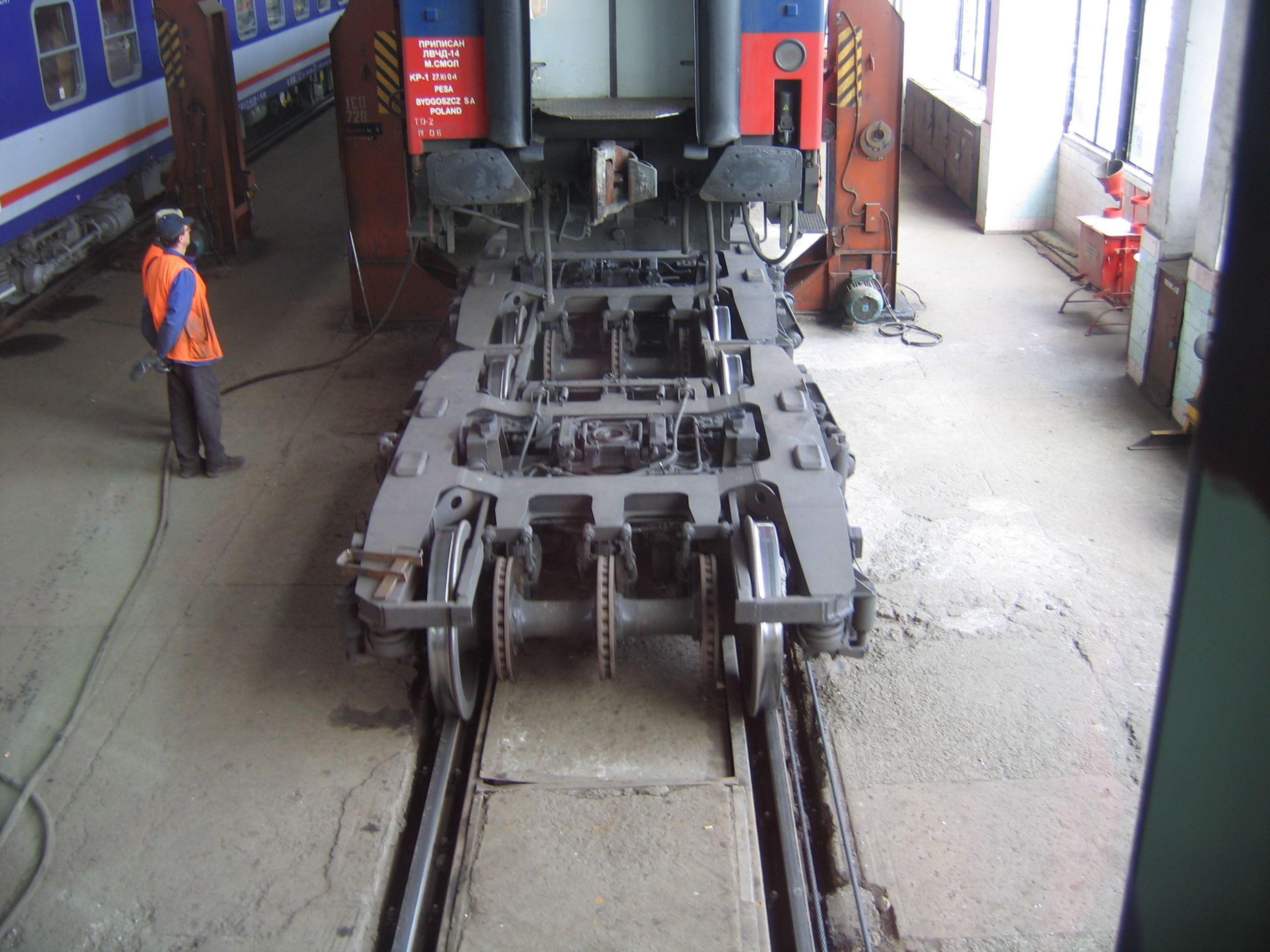
Austausch der Drehgestelle, im Bild die Normalspurdrehgestelle
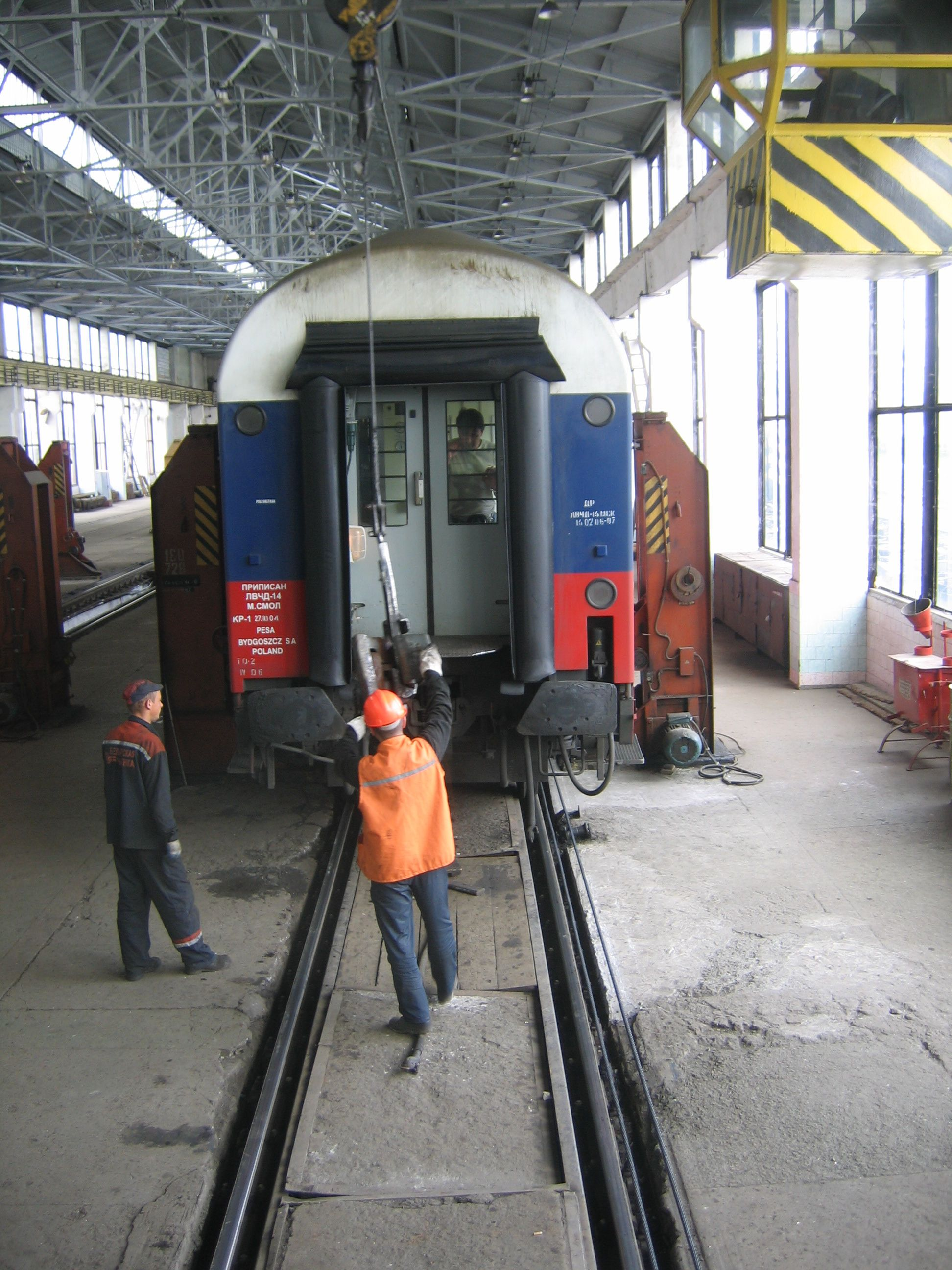
Austausch der Kupplung
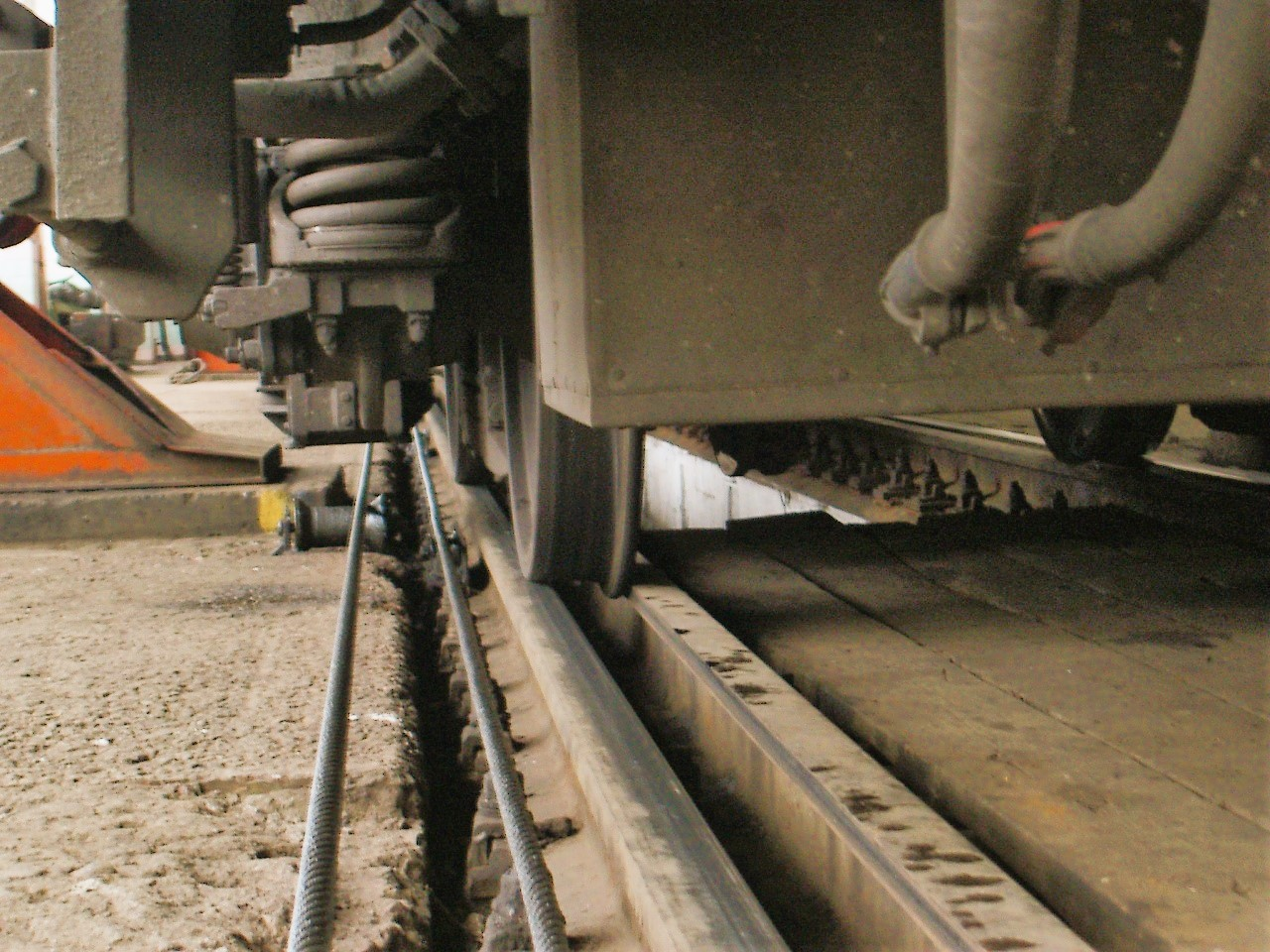
Links vom Rad sind die Seile der Seilrangieranlage zu sehen, rechts die Führungsschiene für die Normalspurradsätze

#### Querverschieben der Räder

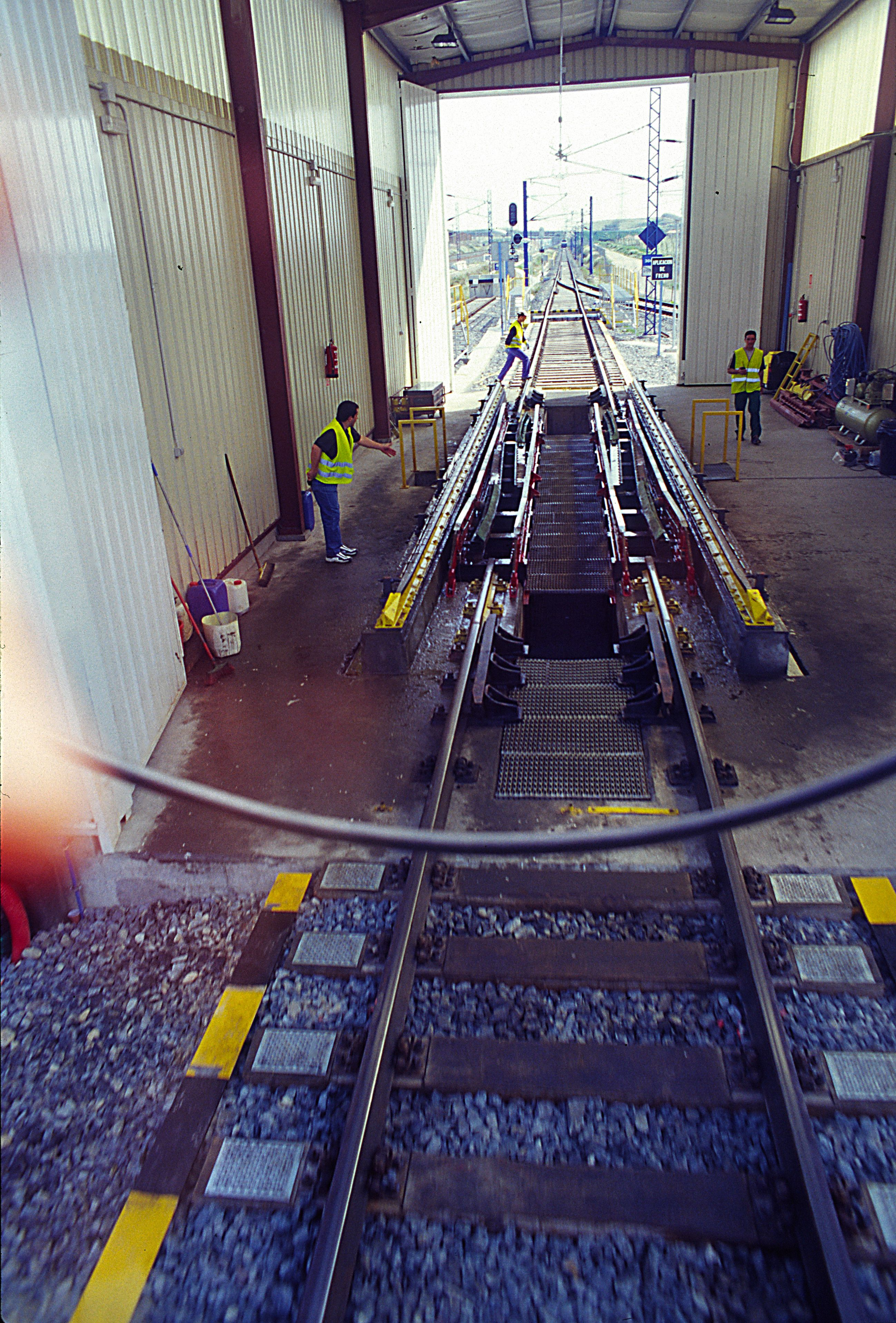
Automatische Umspuranlage System Talgo in Lleida für Züge Madrid–Barcelona

Für das Querverschieben der Räder werden i. d. R. automatische Umspuranlagen benutzt. Sie bilden mit den umspurbaren Drehgestellen eine konstruktive Einheit. Zu einer Normung kam es bisher nur in sehr geringem Maß. Der Spurwechsel wird während der langsamen Fahrt durch die Anlage vollzogen. Beim Befahren der Anlage mit etwa 15 km/h wird von Betätigungsschienen der Entriegelungsmechanismus für die Räder geöffnet, so dass diese von Führungsschienen auf die neue Spurweite verschoben werden können. Zu unterscheiden  ist, ob die Räder während des Umspurens entlastet oder belastet sind.

##### Umspurung mit entlasteten Rädern
Bei den in Spanien für Reisezüge eingesetzten Systemen von Talgo und CAF werden während des Umspurvorgangs die Fahrzeuge von seitlich angebrachten Gleitschienen getragen, so dass die Räder während des Umspurvorgangs entlastet sind und von speziellen Führungsschienen am Boden der Anlage seitlich verschoben werden können. Beim System Talgo sitzt jede Radscheibe mittig auf einer eigenen kurzen Welle, die an ihren Enden in je einem Drehlager läuft. Beim Umspuren gleiten die Lagergehäuse seitlich im Drehgestell. Sie werden von Riegeln in Position gehalten. Während der Fahrt durch die Anlage werden diese von einer besonderen Entriegelungsschiene nach unten gezogen. Am Ende des Spurwechsels kehren sie durch Federkraft zurück und verriegeln die Gleitlager in deren geänderten Positionen. Beim System CAF werden die Radscheiben mit ihren Drehlagern auf fixen Achsen verschoben. Beide Systeme sind in Spanien im betrieblichen Einsatz.
Das Talgo-System ist eines der am längsten eingesetzten Systeme. Seit 1969 sind über drei Millionen Umspurvorgänge durchgeführt worden, ohne dass dabei Ausfälle aufgetreten sind. Einzig Vereisungen können zu Störungen führen, die den Zug in der Umspuranlage verklemmen können.
In Spanien sind automatische Umspuranlagen in Betrieb, die sowohl mit dem System Talgo als auch mit dem System CAF arbeiten können. Die bisher eingesetzten Anlagen verfügen über zwei Gleisroste mit den für die beiden Systeme unterschiedlichen Hilfseinrichtungen. Vor der Durchfahrt eines Zuges wird der zum System passende Gleisrost heruntergeklappt oder seitlich in Position geschoben.
In der Schweiz wurde für den Einsatz auf der Golden-Pass-Line ein System entwickelt, bei dem schmalspurige Reisezugwagen (Meterspur) auf Normalspurstrecken übergehen können.
In Japan wurde am Kikan Kahen Densha ein System zum automatischen Spurwechsel an Reisezügen zwischen Kapspur und Normalspur erprobt.

##### Umspurung mit belasteten Rädern

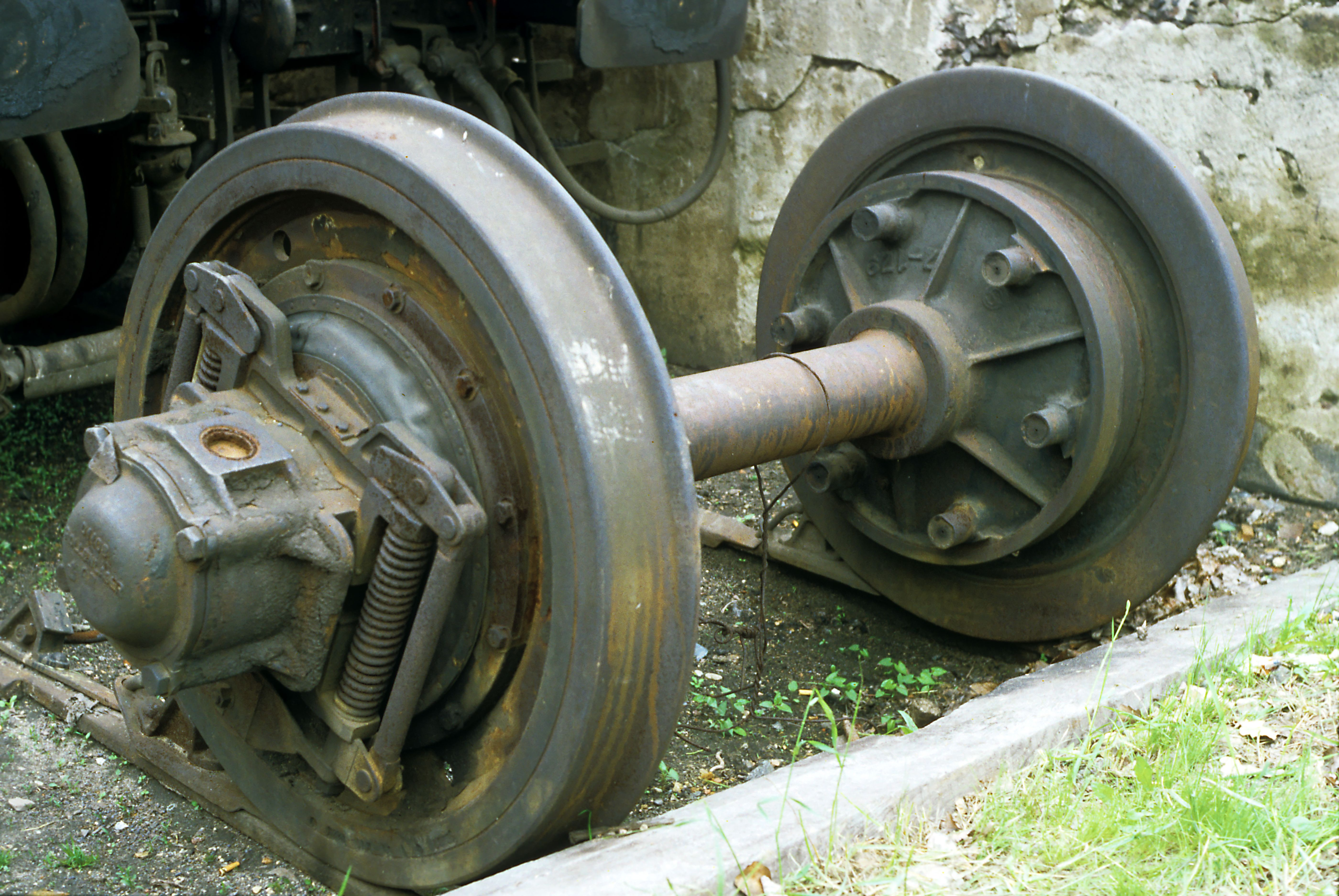
Spurwechselradsatz DR III für 1435 und 1524 mm Spurweite, entwickelt 1957: erste im Regelbetrieb eingesetzte Bauart eines Spurwechselradsatzes.

Für den Güterverkehr sind Systeme entwickelt worden, die es erlauben, Wagen auch mit belasteten Rädern umzuspuren. Damit die Räder während des Verstellens der Spurweite nicht auf die Schienen aufklettern, darf bei diesen Systemen die Spurweite nur langsam geändert werden, so dass die Umspuranlage wesentlich länger ist als bei Systemen für entlastete Räder.
Die PKP und die DB AG entwickelten eine einheitliche Umspuranlage, auf der sowohl Radsätze der Bauart SUW-2000 (PKP) als auch der Bauart DB AG/Rafil V automatisch umgespurt werden können. Hierbei werden die Radscheiben auf der Radsatzwelle durch erhöhte Radlenkerprofile, die die Verriegelungselemente nach außen drücken, im Gleis entriegelt, in die jeweilige Endstellung verschoben und anschließend wieder verriegelt. Dieser Vorgang kann je nach Bauart der Umspuranlage bei beiden Radscheiben eines Radsatzes gleichzeitig erfolgen (symmetrische Anlage) oder zunächst bei den Radscheiben der einen und dann der anderen Seite vorgenommen werden (asymmetrische Anlage). Asymmetrische Anlagen benötigen eine längere Strecke für die Umspurung als symmetrische Anlagen. Die Anlagen für die Systeme SUW-2000 und DB AG/Rafil V sind länger als Umspuranlagen des Talgo-Systems, da die Radscheiben unter Last verschoben werden und daher das Verhältnis von Spurveränderung zu Umspurstrecke kleiner sein muss. Sie benötigen jedoch keine beweglichen Teile am Gleis, damit ist auch kein Witterungsschutz erforderlich. Spurwechselradsätze der Bauarten SUW-2000 und DB AG/Rafil V können auch unter Reisezugwagen eingesetzt werden.
Bei den Bauarten DR III und IV, die Ende der 1950er und zu Anfang der 1960er Jahre entwickelt wurden, erfolgte die Entriegelung von der Außenseite in umgekehrter Richtung. Dafür waren zusätzliche Bohrungen in den Radscheiben erforderlich.

### Güterverkehr

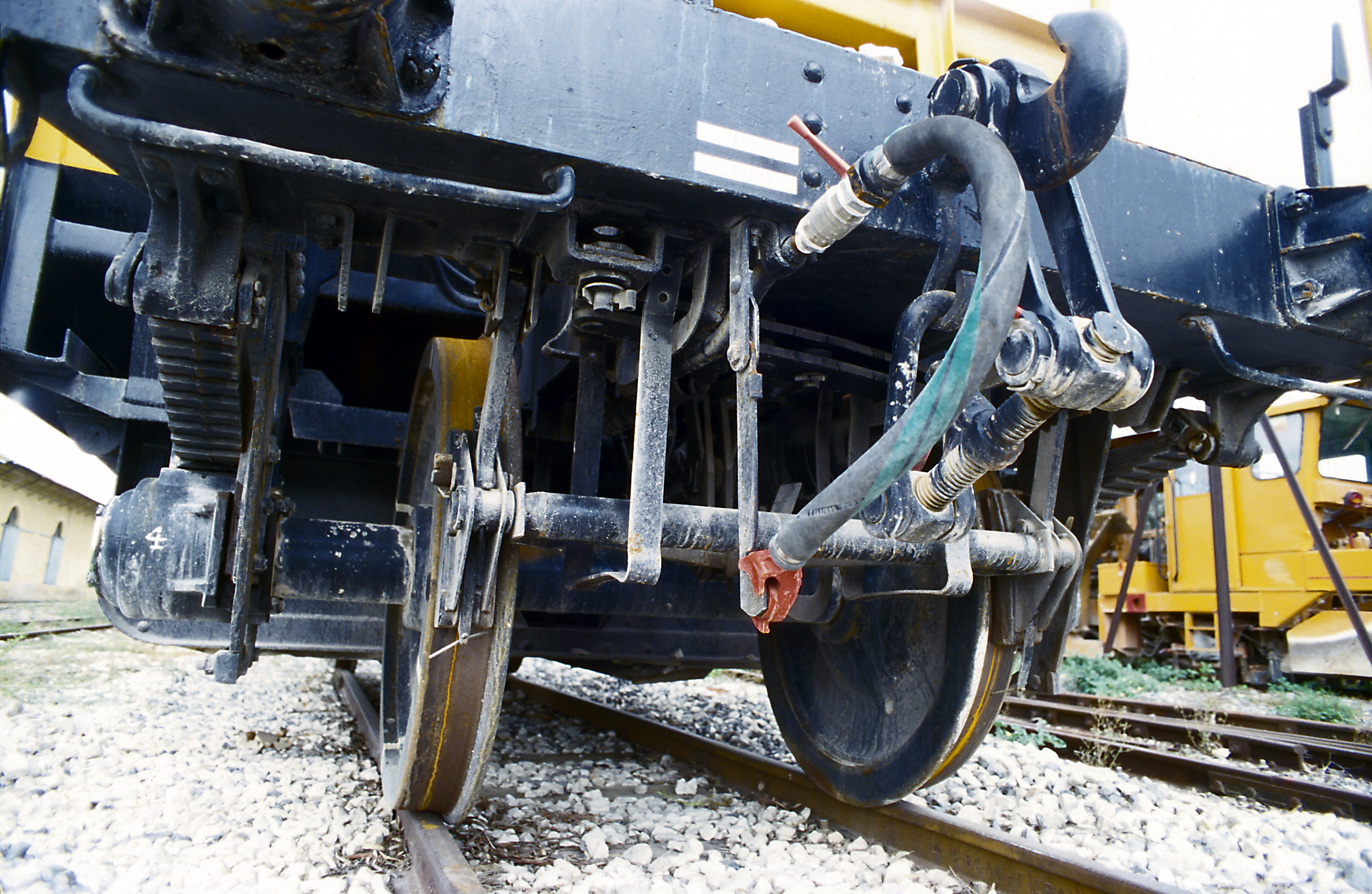
Extremfall, auf Meterspur umgepresster Radsatz eines ursprünglich normalspurigen Schotterwagens. Bf Árgos (Peloponnisos, Griechenland) 2004

Im Schienengüterverkehr werden oft keine umspurbaren Fahrzeuge eingesetzt. Anstelle dessen werden oft die Güter umgeladen, was heute mit Containern oder Wechselpritschen mit relativ wenig Aufwand verbunden ist.
Alternativ werden bei hohem Verkehrsaufkommen auch Strecken mit anderer Spurweite in Gebiete verlängert, wo diese nicht die übliche Spurweite der Mehrheit der vorhandenen Strecken ist. Hier kommen oft auch Mehrschienengleise zum Einsatz.
Für den Transport einzelner Fahrzeuge können auch Rollwagen und Rollböcke zum Einsatz kommen. Bei diesen werden Wagen einer Spurweite auf Wagen bzw. Laufwerke der anderen Spurweite verladen.

### Triebfahrzeuge
Lokomotiven und Triebwagen können grundsätzlich ebenfalls umgespurt werden, jedoch geschieht das wegen des großen Aufwandes in der Regel nicht während des Betriebes, sondern im Rahmen von Umrüstarbeiten in Werkstätten. Die Triebfahrzeuge verbleiben somit während ihres betrieblichen Einsatzes in dem Netz ihrer angestammten Spurweite. Ausnahmen sind die Fahrzeuge mit angetriebenen Spurwechseldrehgestellen der Bauarten Talgo und CAF.

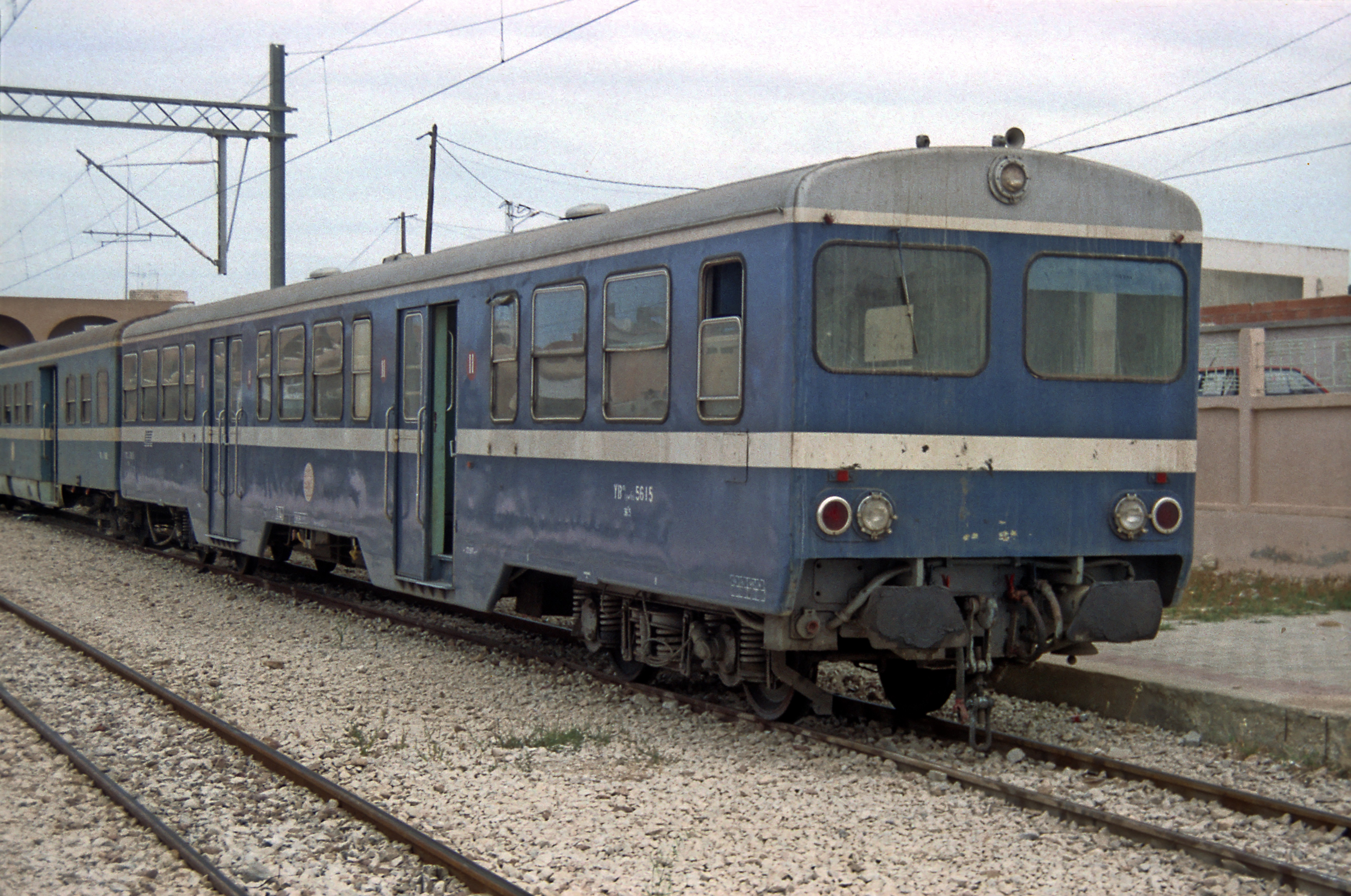
Auf Normal- und Meterspur einsetzbarer Steuerwagen im Bf Monastir, Tunesien

Einige Lokomotiv- (und auch sonstige Fahrzeug)bauarten sind konstruktiv für den Betrieb auf unterschiedlichen Spurweiten vorbereitet. Dazu gehören beispielsweise die Diesellokomotiven LTS M62, die Renfe-Baureihen 252 und 449, viele Lokomotiven, Triebwagen und Wagen der Tunesischen Staatsbahn und die Lokomotiven der Bauart Gmeinder D 75 BB-SE. Bei derartigen Fahrzeugen erfordert die Umspurung nur den Tausch von Teilen, aber keine Schneid- und Schweißarbeiten. Erleichternd ist im europäischen Raum, dass Zug- und Stoßvorrichtung und Bremse im Normalspur- sowie iberischen und osteuropäisch-russischen Breitspurnetz weitgehend identische Maße aufweisen. Beispiele für umspurbar ausgelegte Dampflokomotiven waren die EAR-Garratts der Reihe 59, die lettischen Baureihen Bt/Pt und Ct/Rt sowie die für die Warschau-Wiener Eisenbahn gebauten russischen Maschinen der Baureihe SW. Sie entsprachen dem mitteleuropäischen Lichtraumprofil, zum Umspuren musste man lediglich die Radsterne von den Achswellen und als Folge die Radreifen und Treib- bzw. Kuppelzapfen abpressen und wenden sowie die Stellung der Bremsklötze und Bahnräumer anpassen.
Tiefgreifend ist die Umspurung von Fahrzeugen, die nicht dafür ausgelegt wurden. Der Aufwand steigt mit der Spurweitendifferenz stark an. Relativ einfach war die Umspurung von durch deutsche Truppen im Zweiten Weltkrieg erbeuteten Breitspurwagen, wobei Kesselwagen besonders gesucht waren. Nach Kriegsende wurden andererseits erbeutete oder als Reparation beschlagnahmte deutsche Fahrzeuge auf russische Breitspur gebracht. Beispiele sind Dampflokomotiven der deutschen Baureihe 52, Triebwagen der Berliner S- und U-Bahn sowie Ellok der Baureihen E 44 und E 94. Wegen der Breite der Drehgestellrahmen und des fehlenden Einbauraumes eigneten sich die beiden letzten Baureihen nicht für den Umbau auf die russische Breitspur und die Mittelpufferkupplung der Bauart SA3. Die Folge waren schwere Schäden. Von 1958 bis 1960 wurden etwa 1500 Maschinen der SŽD-Baureihe FD an China abgegeben und dort auf Normalspur umgebaut.

#### Umspurung durch Drehgestelltausch

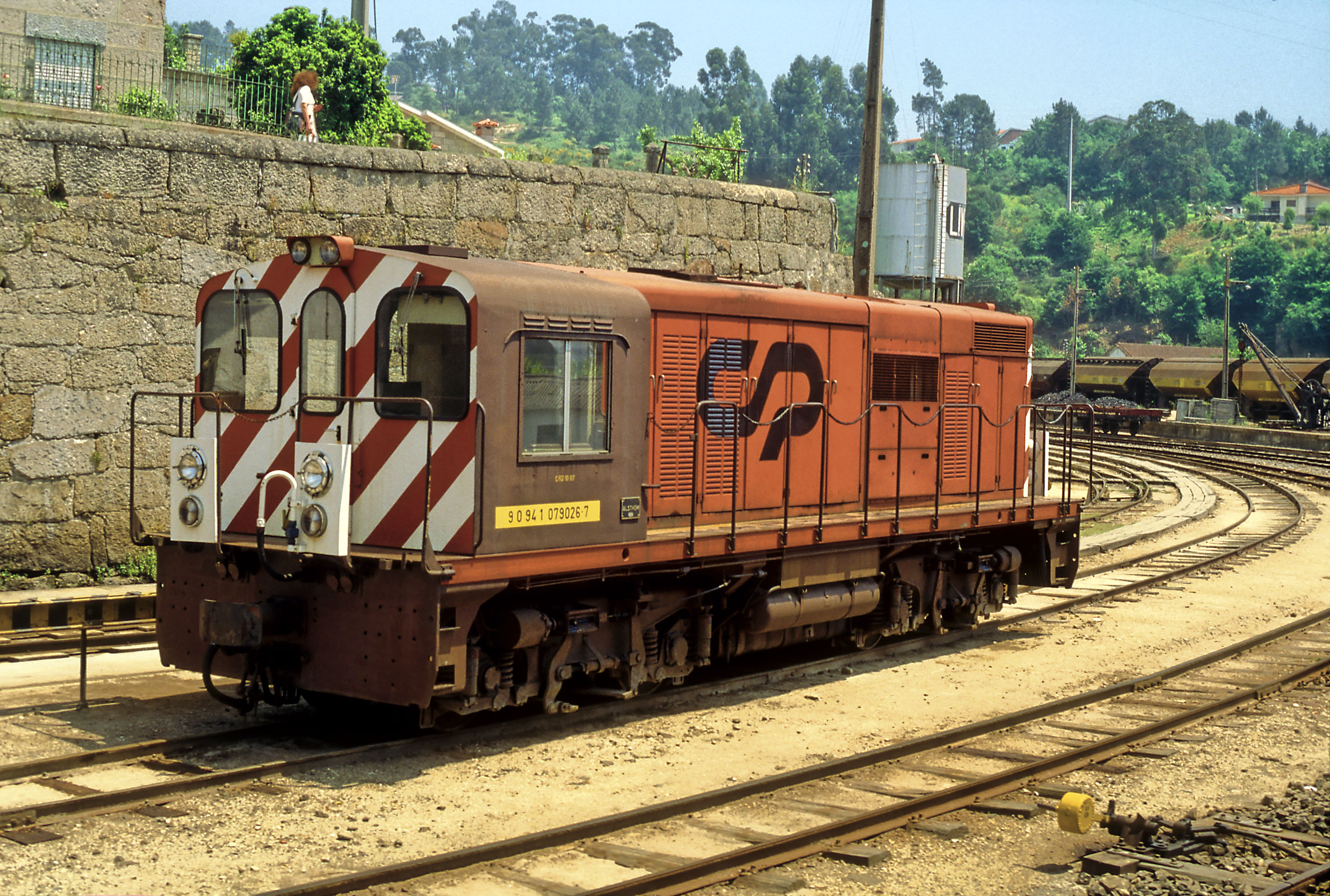
Umspurbare Lokomotive der Baureihe 9020 auf Meterspur im Bahnhof Livraçao (Portugal). Am Kopfstück sind die Bohrungen zum Anbringen unterschiedlicher Zug- und Stoßvorrichtungen zu sehen.

Die PKP verfügt über Rangierlokomotiven, die sowohl mit normal- als auch mit breitspurigen Drehgestellen ausgerüstet werden können. Sie werden an der polnischen Ostgrenze eingesetzt und je nach Güteraufkommen für den Einsatz auf dem entsprechende Streckennetz vorbereitet.
Die RENFE besitzt mit der Baureihe 252 universell einsetzbare Elektrolokomotiven, die sowohl im Normalspur- wie im Breitspurnetz eingesetzt werden können. Die im normalspurigen Hochgeschwindigkeitsnetz verkehrenden Lokomotiven dieser Baureihe werden sowohl vor Schnellzüge aus Talgo-Wagen, wie auch vor den Güterzügen auf der Strecke von der französischen Grenze nach Barcelona verwendet. Einige Loks dieser Baureihe wurden schon mehrfach umgespurt.
Mit dem Bau der ersten normalspurigen Hochgeschwindigkeitsstrecke wurden dem französischen TGV ähnelnde Triebzüge der Baureihe 100 beschafft. Ein Teil der Züge wurde mit Breitspurdrehgestellen als Baureihe 101 abgeliefert und auf der Strecke entlang dem Mittelmeer zwischen Barcelona und Valencia eingesetzt. Mit dem steigenden Bedarf an normalspurigen Hochgeschwindigkeitszügen wurden diese 2009 wieder mit normalspurigen Drehgestellen ausgerüstet und in die Baureihe 100 eingegliedert.
Auch die CP verfügte mit der Baureihe 9020 über umspurbare Lokomotiven.

#### Triebfahrzeuge mit Talgo-Drehgestellen

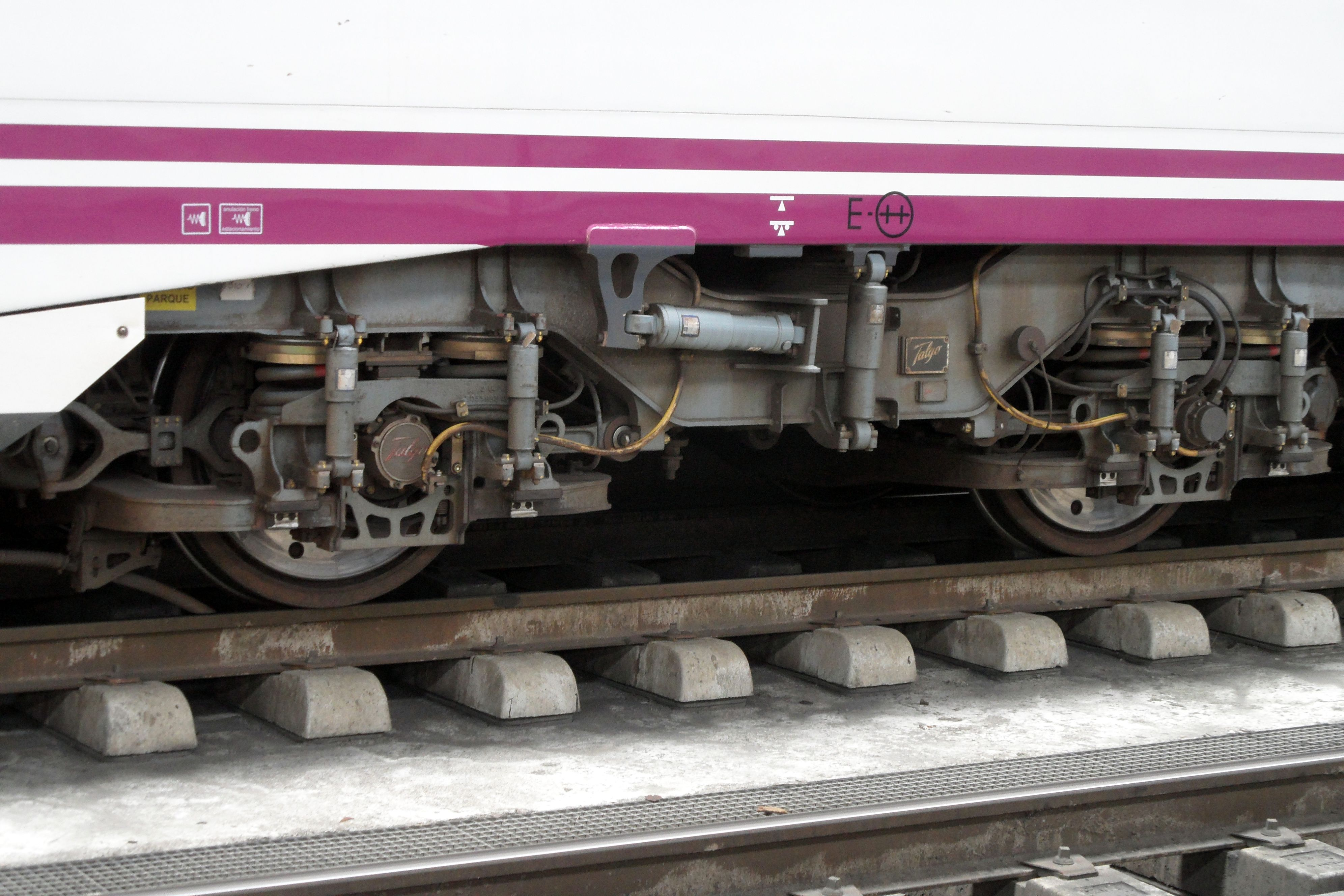
Umspurbares Triebdrehgestell der Renfe-Reihe 130 in Normalspurstellung

Die von Talgo Ende der 1960er Jahre entwickelte Technik, die Laufräder einer Achse gegeneinander auf eine andere Spurweite bei langsamer Fahrt durch eine entsprechend eingerichtete Umspuranlage zu verschieben wurde im Jahr 2000 auf den Talgo XXI, der als erstes durch Verschieben der Laufräder umspurbares Triebfahrzeug gilt, übertragen. Der Wechsel vor der Weiterfahrt auf eine im Netz der anderen Spurweite verkehrenden Lokomotive entfiel hierbei. 2005 folgte mit Travca L 9202 der Prototyp einer mehrsystemfähigen Elektrolokomotive.
Danach folgten die Hochgeschwindigkeitszüge der Renfe-Reihe 130 als erste in Serie gebauten durch Verschieben der Räder komplett umspurbaren Züge. Auf den aus den Talgo-Wagenzügen bekannten verschiebbaren kurzen Wellen mit je einem darauf sitzenden Laufrad sitzt lediglich ein zusätzliches Großrad. Auf der Vorgelegewelle eines angetriebenen Radsatzes sitzt ein breites Ritzel, das immer mit beiden Großrädern im Eingriff steht, unabhängig von der eingestellten Spurweite.

#### Triebfahrzeuge nach anderen Systemen
In Spanien wird neben dem System Talgo auch noch das System CAF benutzt. Auf damit ausgerüsteten Drehgestelle laufen nur die Triebzüge der Baureihen 120 und 121 sowie zwei Einheiten der Reihe 594. Die japanische Kikan Kahen Densha verfügt über angetriebene Achsen, welche ebenfalls mit einer automatischen Umspuranlage zwischen Kapspur und Normalspur geändert werden können.

### Technische Anforderungen an umspurbare Fahrzeuge
Umspurbare Fahrzeuge müssen den Bedingungen in beiden Netzen entsprechen, beispielsweise beim Fahrzeugumgrenzungsprofil, den Kupplungen, der Bremsausrüstung und der Achs- und Meterlast. Das wird umso komplizierter, je stärker die Normen der beteiligten Netze voneinander abweichen und je größer die Differenz der Spurweiten ist. Bei Fahrzeugen, die auf dem europäischen Normal- und dem iberischen sowie GUS-Breitspurnetz verkehren sollen, ist es durch die auf den Regeln der Technischen Einheit im Eisenbahnwesen beruhenden Normung noch vergleichsweise einfach. Für den Übergang zwischen dem GUS-Breitspurnetz und China oder Korea sind wegen der unterschiedlichen Kupplungshöhen umstellbare Kupplungsaufnahmen erforderlich, sofern die Wagen nicht als geschlossene Gruppen übergehen und Kuppelwagen eingesetzt werden. Weichen die Systeme zu sehr voneinander ab, dann sind die Fahrzeuge im jeweils fremden Netz nicht freizügig einsetzbar.

## Standardisierung
Der Internationale Eisenbahnverband (UIC) und die Organisation für die Zusammenarbeit der Eisenbahnen (OSShD) gründeten im November 2011 eine gemeinsame Arbeitsgruppe „Automatische Spurwechselsysteme“ (JWG AGCS). Ziel ist die Normierung für automatische Spurwechselsysteme zwischen russischer Breit-, europäischer Normal- und iberischer Breitspur, sowohl für den Güter- als auch für den Personenverkehr.

## Anwendungen

### Verkehr mit Bahnen nach russischen Normalien

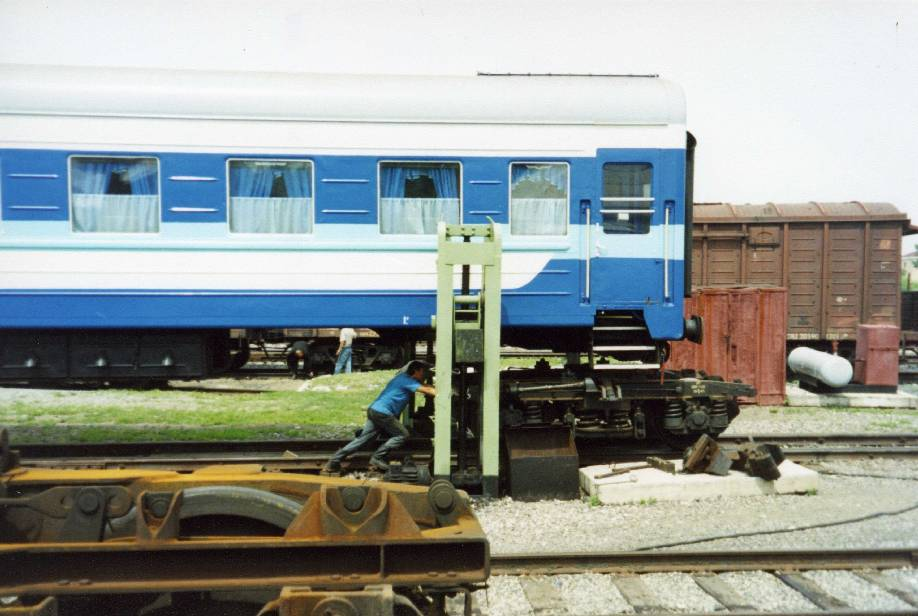
Umspuranlage in Ussurijsk (Russland) an der chinesischen Grenze

Die Eisenbahnen in Finnland, dem Baltikum, Belarus, der Ukraine, der Republik Moldau, den kaukasischen Staaten sowie Zentralasien und der Mongolei sind nach russischen Normalien gebaut und haben eine Spurweite von 1520 mm. Umspurungen sind nötig, um in das Eisenbahnnetz des übrigen Europas zu gelangen, sowie für eine Weiterfahrt nach China.

#### Finnland
Wagen, die per Trajekt zwischen Stockholm und Turku vom westeuropäischen auf das finnische Netz übergingen, wurden bis zur Einstellung des Eisenbahnfährverkehrs 2007 in einer Umspuranlage im Hafen von Turku angehoben und die Drehgestelle oder Einzelachsen ausgewechselt. Diese Umspuranlage wurde abgebaut. In Tornio gibt es an der Bahnstrecke Boden–Haparanda eine asymmetrische Umspuranlage, die jedoch kaum genutzt wird. Dies ist die einzige Gleisverbindung zwischen dem finnischen und dem schwedischen Netz.

#### Deutschland
Im Fährhafen Mukran in Sassnitz im Nordosten Rügens befindet sich eine Umspuranlage – ausschließlich für den Güterverkehr –, in der Wagen umgespurt werden, bevor sie per Trajekt auf der Fährverbindung Mukran–Klaipėda zur Weiterfahrt auf den Breitspurstrecken des Baltikums befördert werden. Dies geschieht durch Austauschen der Drehgestelle. Es handelt sich um die einzige derartige Anlage in Deutschland.

#### Polen
Umspurungen sind nötig im Verkehr mit Litauen, Belarus und der Ukraine. Eine automatische Anlage für das System SUW 2000 befindet sich an der Grenze zur Ukraine in Przemyśl.

#### Litauen
Eine asymmetrische Anlage für Radsätze der Bauarten SUW-2000 und DB AG/Rafil V wird auf dem litauischen Bahnhof Mockava eingesetzt. Bis zur Einstellung der Verbindung wurde auch ein tägliches Reisezugpaar zwischen Warschau und Vilnius mit SUW-2000-Spurwechselradsätzen umgespurt.

#### Moldau
Die Umspurung für den Übergang aus dem rumänischen in das moldauische Bahnnetz erfolgt auf dem Bahnhof Ungheni. Dieser Bahnhof ist als Doppelbahnhof mit zwei Gleisseiten, einer normalspurigen und einer breitspurigen, angelegt.

#### Belarus
Der für Fahrten aus Europa in das Breitspurnetz der GUS wichtigste Umspurbahnhof ist Brest, wo die Reisezugwagen in entsprechend ausgerüsteten Hallen umgespurt werden. Außer den Drehgestellen werden auch die Kupplungen gewechselt und die Übergangsbrücken umgestellt. Bedingt durch das unstarre Prinzip der SA3-Mittelpufferkupplung ist bei deren Einsatz eine höhere Lage der Übergangsbrücken erforderlich. Bis Mitte der 1990er Jahre verkehrten aus Weitstreckenwagen gebildete Stammwagenzüge in das Normalspurnetz, bei diesen wurden die Kupplungen nur an den Endwagen gewechselt.

#### Ukraine
Umspuranlagen für den Personenverkehr befinden sich in Jahodyn zum polnischen, in Tschop zum slowakischen und ungarischen sowie in Wadul-Siret (bei Siret) zum rumänischen Eisenbahnnetz.

#### China

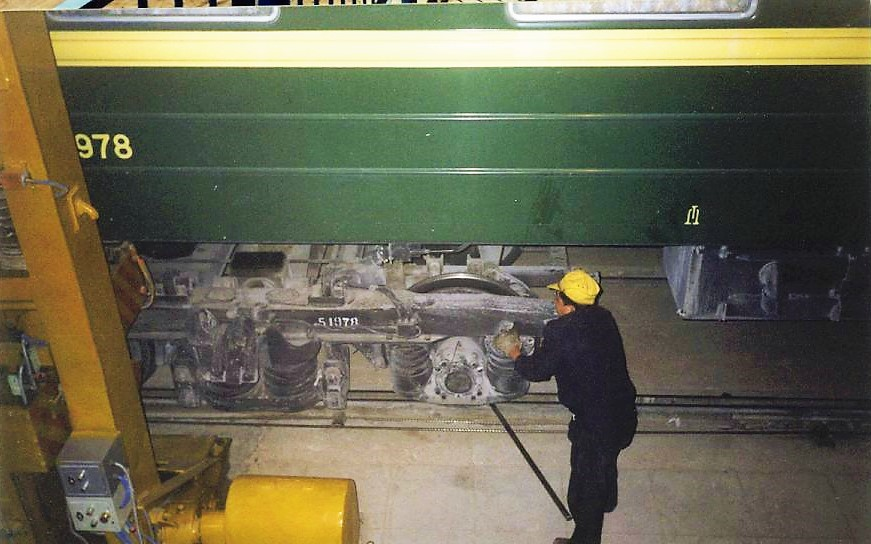
Drehgestellwechsel in Eren Hot an der chinesisch/mongolischen Grenze

Im Verkehr mit China findet die Umspurung der Züge an den Grenzen nach Kasachstan in Dostyk und Korgas, zur Mongolei in Eren Hot sowie an den Grenzbahnhöfen der transmandschurischen Eisenbahn in Sabaikalsk und in Ussurijsk statt.
Die Eisenbahnen in China und Korea verwenden Mittelpufferkupplungen der Bauart Janney in einer Höhe von 790 Millimetern über Schienenoberkante, die dort während der japanischen Invasion im Zweiten Weltkrieg eingeführt wurden. Zum Ausgleich des Höhenunterschiedes sind ein Teil der übergangsfähigen Wagen mit höhenverstellbarer Kupplungsaufnahme ausgerüstet.

### Spanien

#### Talgo-Züge
Im Sommer 1969 wurde in der Werkstätte Aracava bei Madrid eine automatisch arbeitende Spurwechselanlage für die Umspurung des Talgo-Zuges versuchsweise in Betriebs genommen. Mit dieser Anlage sollten Erfahrungen für weitere Anlagen gesammelt werden. Die Anlage unterscheidet sich von anderen Spurwechselanlagen dadurch, dass anstelle eines kontinuierlich von einer zur anderen Spurweite wechselnden Gleises eine Gleisunterbrechung durch die beiden äußeren seitlichen Stützschienen überbrückt wird. Die Stützschienen sind gefettet und mit einer Wasserberieselung versehen, um die Reibung zu verringern.
Anlagen für Fahrzeuge mit Talgo-Laufwerken wurden 1969 in Portbou und Irún an der spanisch-französischen Grenze für die Talgo RD (rodadura desplazable) errichtet und wurden vom Catalán Talgo zwischen Barcelona und Genf sowie von den Hotelzügen nach Paris, Zürich und Mailand genutzt. Die Verbindungen nach Zürich und Mailand wurden 2012 eingestellt, die Verbindung nach Paris folgte Ende 2013.

#### Reisezüge aus Standardfahrzeugen
Bis zum Fahrplanwechsel 1994 verkehrten Reisezüge, die aus gewöhnlichen Drehgestellwagen gebildet wurden, von Frankreich nach Spanien und Portugal. Die letzten Züge waren der 310/313 »Sud-Expres« von Paris Austerlitz nach Lissabon Santa Apolónia mit Kurswagen nach Porto, der 300/301 »Puerta del Sol« nach Madrid Chamartín (von 1991 bis 1993 mit einem Kurswagen von und nach Moskau, der dabei zweimal umgespurt werden musste) und die Kurswagenverbindung Paris–Algeciras. Das Spurwechselverfahren ähnelte dem an den Übergängen zum russischen Breitspurnetz, nur waren die Hebeböcke verfahrbar, um sie an den Anhebepunkten der Wagen positionieren zu können. So waren unterschiedliche Wagenbauarten behandelbar und die Wagenzüge konnten im gekuppelten Zustand angehoben werden. Zumindest beim 300/301 wurden nur Schlaf-, Liege- und Autotransportwagen umgespurt, während die Fahrgäste in den Sitzwagen umsteigen mussten.
Die Umspuranlage für Reisezugwagen in Hendaye ist inzwischen abgebrochen worden. Ihre Lage am Ende der breitspurigen Bahnsteiggleise ist noch erkennbar.

#### Güterverkehr
Für den Güterverkehr zwischen Frankreich und Spanien gibt es in Hendaye/Irún und Cerbère/Portbou Umspuranlagen, wo die Achsen getauscht werden – auch an den Drehgestellwagen.
Die Umspuranlage in Cerbère wird jährlich von ca. 1300 Güterzügen mit rund 40 000 Güterwagen genutzt. Für einen einzelnen Wagen dauert der Umspurvorgang ca. 3 Minuten, für einen Doppelwagen etwa doppelt so lange. Ein 700 Meter-Güterzug mit 44 Wagen wird etwa in zwei Stunden umgespurt.

#### Verkehr innerhalb Spaniens

Spurwechselanlagen in Spanien für Züge mit Talgo-Laufwerken (Stand 2023).
Die Normalspurstrecken sind in Blau, die Strecken in iberischer Breitspur in Braun dargestellt; die Umspuranlagen sind die roten Punkte.

Mit dem Bau der normalspurigen AVE-Strecken kamen seit 1992 Anlagen für den Übergang vom spanischen Breitspurnetz auf die Neubaustrecken in Madrid, Córdoba, Saragossa, Lleida, Sevilla, Antequera-Santa Ana und bei Tarragona hinzu. Mit dem fortschreitenden Schnellfahrstreckenbau wurden Spurwechselanlagen schon mehrfach wieder abgebaut (beispielsweise in Córdoba und Lleida) und umgesetzt. Diese Anlagen können sowohl von Fahrzeugen nach dem System Talgo wie auch von solchen nach dem System CAF befahren werden. Täglich werden heute über fünfhundert Züge umgespurt.

### Japan

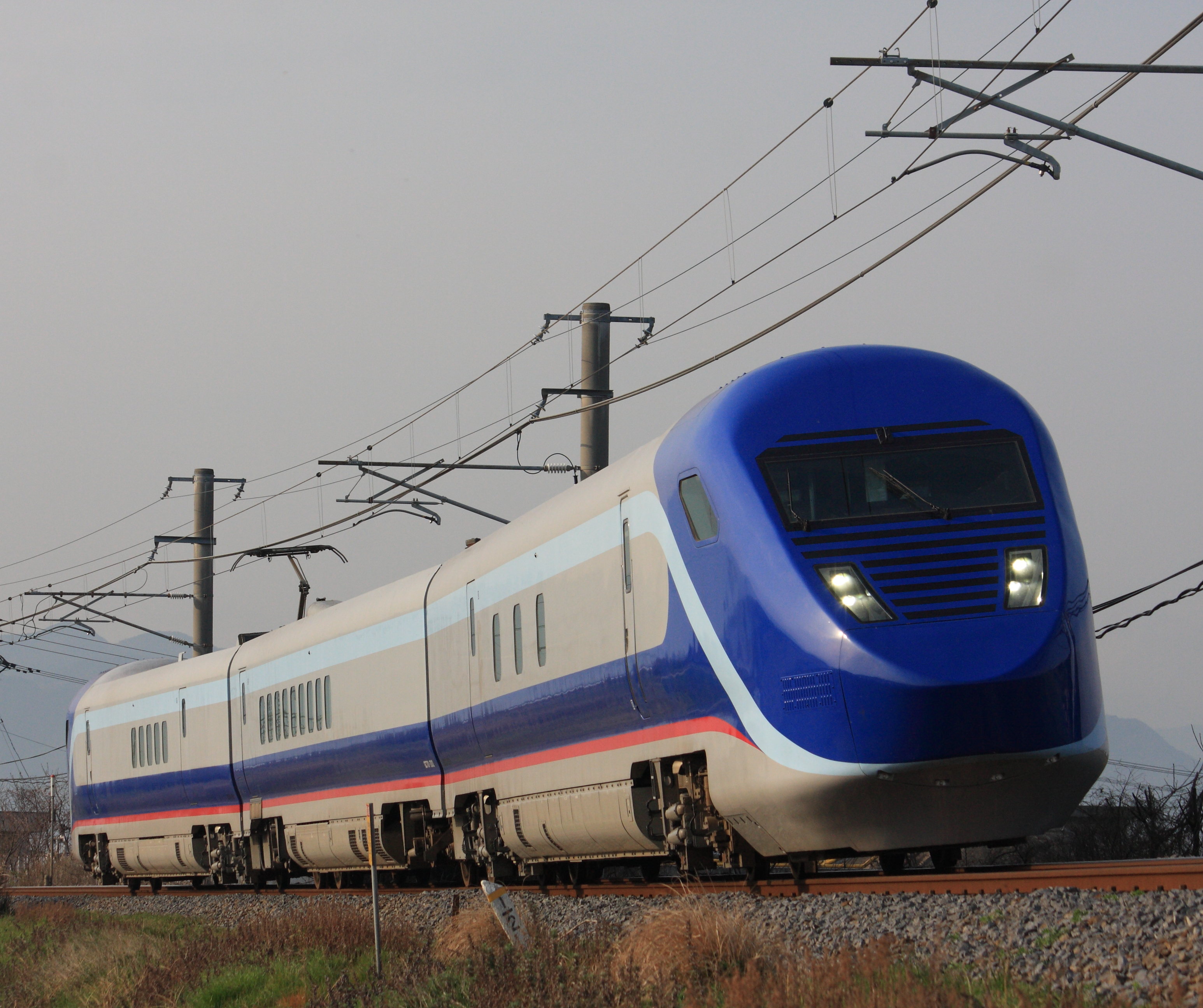
Kikan Kahen Densha, zweite Version

In Japan sind umspurbare Triebzüge für die Spurweiten 1067 und 1435 mm in Entwicklung. 1998 wurde der erste Kikan Kahen Densha („Zug mit wechselbarer Spurweite“) genannte Versuchszug gebaut. Dieser hatte angetriebene Achsen, die automatisch umgespurt werden konnten. Zu Versuchszwecken wurden zwei unterschiedliche Bauarten von Drehgestellen verwendet. 2006 wurde er durch einen zweiten auf der Shinkansen-Baureihe E3 basierenden Versuchszug abgelöst.
Trotz der Inbetriebnahme der normalspurigen Shinkansen-Strecke durch den Seikan-Tunnel im Jahr 2015 musste der Güterverkehr mit kapspurigen Zügen aufrechterhalten werden. Hierzu wurde das Konzept Torein on Torein (Zug auf Zug) erarbeitet. Es sah vor, die kapspurigen Wagen für die Fahrt durch den Seikan-Tunnel auf gedeckte, normalspurige Transportwagen zu verladen. Von der praktischen Einführung dieses Systems nahm man jedoch bisher Abstand, stattdessen erhielten beide Streckengleise die in der festen Fahrbahn bereits vorbereiteten dritten Schienen.

### Schweiz

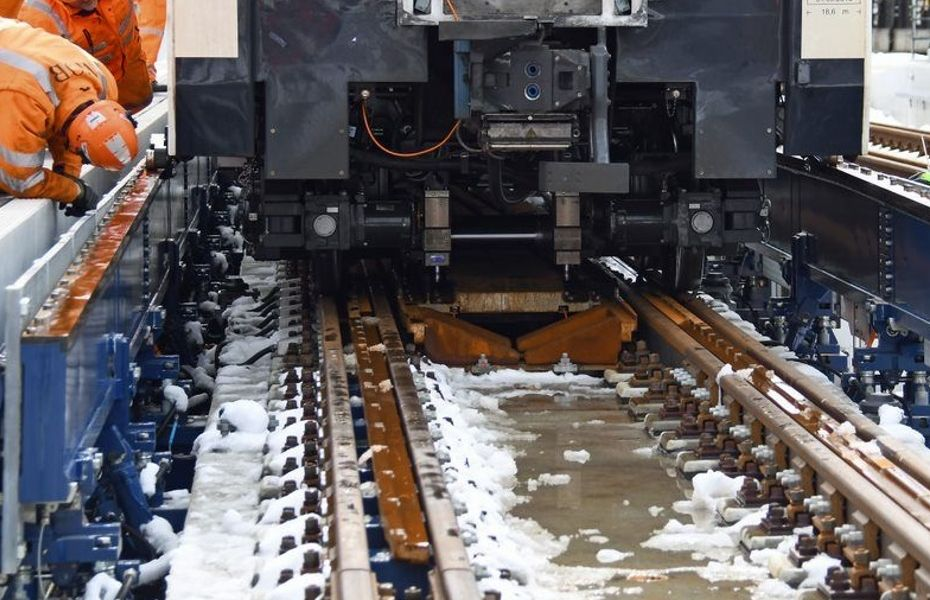
Testfahrt durch die
Umspuranlage Zweisimmen

Neben dem normalspurigen (1435 mm) Streckennetz gibt es in der Schweiz zahlreiche meterspurige (1000 mm) Bahnen. Zwischen beiden Spurweiten umspurbare Drehgestelle und entsprechende automatische Umspuranlagen sind seit 2022 auf der Golden-Pass-Line in Betrieb. Dabei handelt es sich weltweit um die bisher einzige automatische Umspurung zwischen Spurweiten mit so großem Unterschied. Eine Neuheit ist auch, dass beim Umspuren die Höhenlage der Wagenkästen geändert und dadurch die unterschiedliche Bahnsteighöhe im Meterspur- und Normalspurnetz berücksicht wird. Seit dem Fahrplanwechsel Ende 2022 werden die Personenwagen des Golden-Pass-Express-Zuges im fahrplanmäßigen Betrieb umgespurt. Zwei entsprechende Umspuranlagen sind im Bahnhof Zweisimmen eingerichtet worden.